# Prvenstvo Hrvatske u vaterpolu za žene 2003.
Prvenstvo Hrvatske u vaterpolu za žene je svoje treće izdanje imalo 2003. godine. Igran je turnir na kojem su sudjelovale četiri ekipe, a prvakom je treći put postala ekipa Bura I iz Splita.

## Konačni poredak
1. Bura I. (Split)
2. Zagreb (Zagreb)
3. Gusar (Sveti Filip i Jakov)
4. Kaštela (Kaštel Lukšić)